# ヘスス・チャベス
ヘスス・チャベス（Jesús Chávez、1972年11月12日 - ）は、メキシコのプロボクサー。チワワ州デリシアス出身。元WBC世界スーパーフェザー級王者。元IBF世界ライト級王者。世界2階級制覇王者。

## 来歴

### フェザー時代
1994年8月5日にアメリカ合衆国ヒューストンでプロデビュー。デビュー当初はフェザー級であった。1996年3月31日にはWBCアメリカ大陸王座を獲得し、同年8月9日には空位のNABF北米王座を獲得した。

### スーパーフェザー時代
翌年には階級をスーパーフェザー級に上げ、1997年3月3日にNABF北米スーパーフェザー級王座を獲得した。同王座は約5年間近く、計11回防衛を果した。その後ようやく世界王座挑戦のチャンスを掴み2001年11月10日にWBC世界スーパーフェザー級王者フロイド・メイウェザー・ジュニアに挑戦するが9回TKOで敗れる。その後、2003年3月22日にWBCの指名挑戦者決定戦に勝利し、同年8月15日にシリモンコン・シンワンチャーを12回判定で下し、WBC世界スーパーフェザー級王座を獲得した。しかし、同王座は2004年2月28日の初防衛戦でエリック・モラレスに敗れて王座から陥落した。

### ライト級時代
王座陥落後、階級をライト級に上げる。2005年9月17日にIBFライト級王者レバンダー・ジョンソンに挑戦する。この試合はチャベスがライト級に階級を上げた後の初戦だったため、チャベスの仕上がりを不安視する声が多かったが、結果は11回TKOで勝利し、IBF世界ライト級王座の獲得に成功した。
同王座では2006年5月にフリオ・ディアスが暫定王者として認定された。そのため2007年2月3日に王座統一戦が行われたが、チャベスは試合中に膝を痛めて続行不可能となり、3回KOで敗れて王座から陥落した。
2009年12月19日、WBC世界スーパーフェザー級王者ウンベルト・ソトとノンタイトルマッチで対戦し、10回判定負け。
2010年10月24日、ホルヘ・リナレスとライト級10回戦を行うも、4回終了後手を痛めそのまま棄権しTKO負け。事実上の引退に。

## 戦績
- プロボクシング：52戦 44勝 (30KO) 8敗

| 戦           | 日付           | 勝敗 | 時間    | 内容         | 対戦相手                           | 国籍           | 備考                                 |
| ------------ | -------------- | ---- | ------- | ------------ | ---------------------------------- | -------------- | ------------------------------------ |
| 1            | 1994年8月5日   | ☆    | 4R      | 判定         | ルイス・ウッド                     | アメリカ合衆国 | プロデビュー戦                       |
| 2            | 1994年8月19日  | ☆    | 4R      | 判定         | ルディ・エルナンデス               | アメリカ合衆国 |                                      |
| 3            | 1994年10月13日 | ☆    | 4R      | TKO          | ジェイミー・クーパー               | アメリカ合衆国 |                                      |
| 4            | 1994年10月15日 | ☆    | 4R      | TKO          | セサール・アルマンド・マルティネス | アルゼンチン   |                                      |
| 5            | 1995年1月7日   | ★    | 8R      | 判定 1-2     | カルロス・ジェレナ                 | プエルトリコ   |                                      |
| 6            | 1995年5月3日   | ☆    | 3R      | TKO          | トニー・デュラン                   | アメリカ合衆国 |                                      |
| 7            | 1995年6月20日  | ☆    | 7R 2:42 | TKO          | エマヌエル・オーガスタス           | アメリカ合衆国 |                                      |
| 8            | 1995年7月13日  | ☆    | 2R 終了 | TKO          | マヌエル・メンデス                 | アメリカ合衆国 |                                      |
| 9            | 1995年7月29日  | ☆    | 2R      | KO           | アルツーロ・ランヘル               | アメリカ合衆国 |                                      |
| 10           | 1995年8月25日  | ☆    | 6R      | TKO          | エクトル・ビセンシオ               | メキシコ       |                                      |
| 11           | 1995年9月21日  | ☆    | 6R 1:25 | KO           | グアダルーペ・ロドリゲス           | メキシコ       |                                      |
| 12           | 1995年11月2日  | ☆    | 8R      | 判定 3-0     | ギルバート・サリナス               | アメリカ合衆国 |                                      |
| 13           | 1995年12月6日  | ☆    | 10R     | 判定         | ロベルト・アビラ                   | メキシコ       |                                      |
| 14           | 1996年2月22日  | ☆    | 2R 1:38 | TKO          | エルドン・スニード                 | アメリカ合衆国 |                                      |
| 15           | 1996年3月31日  | ☆    | 12R     | 判定 3-0     | セドリック・ミンゴ                 | アメリカ合衆国 | WBC米大陸フェザー級王座決定戦        |
| 16           | 1996年5月17日  | ☆    | 10R     | 判定         | フェリペ・カスティージョ           | メキシコ       |                                      |
| 17           | 1996年8月9日   | ☆    | 12R     | 判定         | ハビエル・ハウレギ                 | メキシコ       | NABF北米フェザー級王座決定戦         |
| 18           | 1996年11月8日  | ☆    | 2R 0:45 | KO           | ミゲル・テパナカトル               | メキシコ       |                                      |
| 19           | 1997年3月3日   | ☆    | 6R 2:26 | TKO          | ルイ・レイハ                       | アメリカ合衆国 | NABF北米スーパーフェザー級王座決定戦 |
| 20           | 1997年5月5日   | ☆    | 8R      | 負傷判定 3-0 | ルイ・エスピノサ                   | アメリカ合衆国 | NABF防衛1                            |
| テンプレート |                |      |         |              |                                    |                |                                      |

## 獲得タイトル
- WBCアメリカ大陸フェザー級王座
- NABF北米フェザー級王座
- NABF北米スーパーフェザー級王座
- WBC世界スーパーフェザー級王座
- IBF世界ライト級王座

## 補足
1. ↑  この試合後、レバンダー・ジョンソンはこの試合で受けたダメージが元で急死してしまう。[要出典]